# Лудзі-Шудзі
Лу́дзі-Шудзі́ (рос. Лудзи-Шудзи) — присілок в Можгинському районі Удмуртії, Росія.
Урбаноніми:
- вулиці — 1905 року, Паркова, Південна, Підгірна, Радянська, Садова, Східна

## Населення
Населення — 324 особи (2010; 324 в 2002).
Національний склад станом на 2002 рік:
- удмурти — 96 %